# لئو کاتوتسو
لئو کاتوتسو (ایتالیایی: Leo Catozzo؛ ۱۰ سپتامبر ۱۹۱۲–۴ مارس ۱۹۹۷) تدوین‌گر اهل ایتالیا بود.
از فیلم‌هایی که وی در آن‌ها نقش داشته‌است، می‌توان به شب‌های کابیریا، زندگی شیرین، جنگ و صلح و هشت‌ونیم اشاره نمود.